# Fernando Cordero
Fernando Patricio Cordero Fonseca (* 26. August 1987 in Santiago) ist ein chilenischer Fußballspieler. Der Außenverteidiger bestritt ein Länderspiel für die chilenische Fußballnationalmannschaft und gewann auf Vereinsebene drei chilenische Meisterschaften.

## Karriere

### Verein
Fernando Cordero, auch Chiky genannt, kam aus der Jugendakademie von Unión Española und wurde im Juli 2006 mit 18 Jahren in die erste Mannschaft befördert. In der folgenden Saison wurde er an Curicó Unido verliehen, wo er sich gut entwickelte und zu Unión Española zurückkehrte. Cordero etablierte sich 2009 in der Mannschaft und war auch 2010 unter Trainer José Luis Sierra unangefochtener Stammspieler. Am 23. September 2011 erlitt er in einem Spiel gegen Deportes Iquique eine schwere Gesichtsverletzung, die ihn für zwei Monate außer Gefecht setzte. Nach seiner Rückkehr spielte er mit einer Schutzmaske und erlitt 2012 eine Kieferfraktur, die ihn erneut zu einer Pause zwang. Seine guten Leistungen in der Apertura 2012 und der Copa Libertadores weckten das Interesse von Universidad Católica, das ihn verpflichtete und mit einem Fünfjahresvertrag ausstattete. Cordero wurde schnell zu einem wichtigen Spieler im Team. 2012 erreichte er mit Católica das Halbfinale der Copa Sudamericana und 2013 das Finale der Copa Chile. Größte Erfolge mit den Cruzados waren die Meisterschaften der Clausura 2015/16 und Apertura 2016/17. Bei der Meisterschaft 2018 stand er in der ersten Saisonhälfte im Kader, wechselte im August allerdings nach Argentinien zu CA San Martín de Tucumán.
Nach einem halben Jahr kehrte er nach Chile zurück und schloss sich Universidad de Concepción an. Anschließend spielte er für Unión La Calera, Ñublense und die Rangers de Talca. Da er im Juli 2023 kurz vor Transferschluss bei den Rangers entlassen worden war, suchte er über Instagram einen neuen Verein und unterschrieb nach wenigen Stunden bei Trasandino. Zur Saison 2024 wechselte Cordero zu Deportes Linares.

### Nationalmannschaft
Cordero bestritt im Januar 2014 sein einziges Länderspiel für die A-Nationalmannschaft beim Freundschaftsspiel gegen Costa Rica, als er in der 77. Spielminute für Pablo Hernández eingewechselt wurde.

## Erfolge
Universidad Católica
- Chilenischer Meister: 2015/16-C, 2016/17-A, 2018
- Chilenischer Supercup-Sieger: 2016